# Alejandro Tabilo
Alejandro Tabilo (Toronto, 2 juni 1997) is een Chileens-Canadees tennisser.

## Carrière
Tabilo maakte zijn profdebuut in 2015 maar moest wachten tot in 2021 tot hij zijn eerste challenger wist te winnen. Hij versloeg in Guayaquil Jesper de Jong in twee sets. In 2020 nam hij voor het eerst deel aan een Grand Slam na de kwalificatie te overleven, hij verloor in de tweede ronde van John Isner. In februari 2022 bereikte hij zijn eerste ATP-finale op het toernooi van Cordoba. Hij verloor in drie sets van de Spanjaard Albert Ramos Viñolas. Op zowel Wimbledon als de US Open bereikte hij de tweede ronde.
In 2024 won hij zijn eerste ATP-titel met de ATP-toernooi van Auckland 2024 waar hij de Japanner Taro Daniel versloeg met 6-2 en 7-5.

## Palmares
| Legenda               |
| --------------------- |
| Grand Slam            |
| Olympische Spelen     |
| ATP Finals            |
| ATP Tour Masters 1000 |
| ATP Tour 500          |
| ATP Tour 250          |

### Enkelspel
| Nr.                             | Datum            | Toernooi            | Ondergrond | Tegenstander in finale | Score             | Details |
| ------------------------------- | ---------------- | ------------------- | ---------- | ---------------------- | ----------------- | ------- |
| gewonnen finales herenenkelspel |                  |                     |            |                        |                   |         |
| 1.                              | 13 januari 2024  | ATP Auckland        | Hardcourt  | Taro Daniel            | 6-2, 7-5          | details |
| verloren finales herenenkelspel |                  |                     |            |                        |                   |         |
| 1.                              | 6 februari 2022  | ATP Cordoba         | Gravel     | Albert Ramos Viñolas   | 6-4, 3-6, 4-6     | details |
| gewonnen challengers            |                  |                     |            |                        |                   |         |
| 1.                              | 7 november 2021  | Guayaquil           | Gravel     | Jesper de Jong         | 6-1, 7-5          |         |
| 2.                              | 14 mei 2023      | Francavilla al Mare | Gravel     | Benoît Paire           | 6-1, 7-5          |         |
| 3.                              | 9 juli 2023      | Karlsruhe           | Gravel     | Giulio Zeppieri        | 2-6, 1-0 (opgave) |         |
| 4.                              | 5 november 2023  | Guayaquil           | Gravel     | Daniel Elahi Galán     | 6-2, 6-2          |         |
| 5.                              | 26 november 2023 | Brasilia            | Hardcourt  | Román Burruchaga       | 6-3, 7-6          |         |

## Resultaten grote toernooien
| Legenda | Legenda                          |
| ------- | -------------------------------- |
| g.t.    | geen toernooi gehouden           |
| l.c.    | lagere categorie                 |
| –       | niet deelgenomen                 |
| G       | uitgeschakeld in de groepsfase   |
| 1R      | uitgeschakeld in de eerste ronde |
| 2R      | uitgeschakeld in de tweede ronde |
| 3R      | uitgeschakeld in de derde ronde  |
| 4R      | uitgeschakeld in de vierde ronde |
| KF      | uitgeschakeld in de kwartfinale  |
| HF      | uitgeschakeld in de halve finale |
| F       | de finale verloren               |
| W       | het toernooi gewonnen            |
| w-v     | winst/verlies-balans             |

### Enkelspel
| Grandslamtoernooien |     |     |    |
| Australian Open     | 2R  | –   | 1R |
| Roland Garros       | –   | –   | –  |
| Wimbledon           | –   | –   | 2R |
| US Open             | –   | –   | 2R |
| Statistieken        |     |     |    |
| titels per jaar     | 0   | 0   | 0  |
| eindejaarsranking   | 169 | 141 |    |

### Dubbelspel
| Grandslamtoernooien |    |
| Australian Open     | –  |
| Roland Garros       | 1R |
| Wimbledon           | 1R |
| US Open             | –  |
| Statistieken        |    |
| titels per jaar     | 0  |
| eindejaarsranking   |    |